# Live ’88 (album Ekatariny Veliki)
Live '88 – dziewiąty album grupy Ekatarina Velika wydany w 1997 przez wytwórnię Global Music. Nagrań dokonano w 1988 podczas koncertów w SNP (Nowy Sad) i w klubie "Kulušić" (Zagrzeb).

## Lista utworów
1. "Modro i zeleno" (sł. M. Mladenović, muz. Ekatarina Velika) – 4:10
2. "To sam ja" (sł. i muz. Ekatarina Velika) – 4:36
3. "Sedam dana" (sł. M. Stefanović, muz. Ekatarina Velika) – 7:02
4. "Tonemo" (sł. M. Mladenović, muz. Ekatarina Velika) – 4:13
5. "Voda" (sł. M. Mladenović, muz. Ekatarina Velika) – 5:59
6. "Oči boje meda" (sł. M. Mladenović, muz. Ekatarina Velika) – 5:22
7. "Budi sam" (sł. M. Mladenović, muz. Ekatarina Velika) – 5:32
8. "Ljudi iz gradova" (sł. M. Mladenović, muz. Ekatarina Velika) – 3:42
9. "Pored mene" (sł. M. Mladenović, muz. Ekatarina Velika) – 5:25
10. "Tatoo" (sł. M. Mladenović, muz. Ekatarina Velika) – 3:15
11. "Ti si sav moj bol" (sł. M. Mladenović, muz. Ekatarina Velika) – 5:23
12. "Ljubav" (sł. M. Mladenović, muz. Ekatarina Velika) – 3:43
13. "Soba" (sł. M. Mladenović, muz. Ekatarina Velika) – 5:11
14. "Jesen" (sł. M. Mladenović, muz. Katarina II) – 8:10

- utwory 1-10 koncert w SNP (Nowy Sad)
- utwory 12, 13 koncert w klubie "Kulušić" (Zagrzeb)

## Skład
- Milan Mladenović – śpiew, gitara
- Margita Stefanović – instr. klawiszowe, śpiew
- Bojan Pečar – gitara basowa, śpiew
- Ivan "Firči" Fece – perkusja

produkcja
- Mitar Subotić – nagranie (1-11)
- Miša Berar – nagranie (1-11)
- Mladen Škalec – nagranie (12, 13)
- Ivan "Firči" Fece – produkcja
- Vlada Radojičić – produkcja